# Прудок (Сумський район)
Прудок — колишнє село в Україні, Сумській області, Сумському районі.
Було підпорядковане Старосільській сільській раді.
Поблизу села виявлено поселення скіфських часів.
Село зняте з обліку 1989 року.

## Географія
Село знаходилося на відстані 1 км від Гірного, Лугового та Вишневого.